# SU-85自行反坦克炮
SU-85（СУ-85），為蘇聯於第二次世界大戰中研製的一種自行火炮、自行反坦克炮與突擊炮。其車體以著名的T-34中型坦克為底盤。早期的蘇聯自走砲不是用來作為突擊炮，如SU-122者，就是當作具有機動力的反坦克武器，而SU-85即屬於後者。SU-85的SU代表俄语： ，意為自走砲載具，而85則表示它的武器—85公釐D-5S戰車炮。

## 發展歷史
在第二次世界大戰初期，蘇聯坦克諸如T-34和KV-1者都有足夠的火力去摧毀所有的德軍坦克。然而在1942年秋天，蘇軍遭遇了新式的德國虎式坦克，虎式坦克的裝甲若非在極近的距離下被蘇聯T-34和KV-1的76.2公釐坦克砲擊中，否則它們76.2公釐坦克砲皆無法有效擊穿其裝甲。到了1943年春季，儘管在1943年7月的庫爾斯克戰役爆發前還未有戰鬥紀錄，蘇聯卻也收到了德國新式坦克—豹式坦克的情報。這些新一代的德軍坦克說明了蘇軍必須擁有更具威力的坦克歼击车才行。
1943年5月，蘇聯設計局開始進行設計新型反坦克砲和重新設計SU-122武裝的工作。開發時，設計人員嘗試將重型的85公釐防空砲作為反坦克用途，經過測試後認為其非常適合用來對付虎式坦克（還有另一種122公釐A-19砲亦有效）。同時，SU-122也搭載了85公釐砲（即S-18），並繼續進行改良。交付了SU-122設計圖，負責生產工作的烏拉爾瑪許（Uralmash）工廠，原本要因為較大的火砲後膛導致整台車身都要修改，生產過於昂貴而想拒絕，但最後還是將其投入了生產。
第92兵工厂和第9兵工厂提供了共4种设计方案，搭载S-18、S-18-1、D-5S-85和D-5S-122四种不同的火炮。第92兵工厂搭载85毫米S-18的方案首先通过测试，命名为SU-85-I并投入戰場中。同時，第9兵工厂搭载D-5S-85火砲的型號也通过了测试，这一型号稱為SU-85-II。由于D-5S比S-18更为紧凑可靠，1943年7月，苏联坦克生产人民委员会决定以SU-85-II为准，修改瞄准镜和球形砲盾后定型投产，即SU-85。

## 概述
SU-85為先前的SU-122自行榴彈砲修改而成，主要是更換SU-122的122公釐M-30S榴彈砲，改裝D-5S高速85公釐反坦克砲。其85公釐火砲能在長距離有效對付虎式與豹式坦克。SU-85的車體小、機動力高，也有著良好的裝甲防護。

## 生產歷史
SU-85的生產工作起自1943年中期，第一輛車於8月完成交付到單位中。當主砲升級的T-34/85型坦克在1944年春季進入大規模生產階段時，已沒有必要繼續生產不具有火力支援能力的坦克歼击车，因此SU-85的生產於1944晚期終止，共生產了2,050輛。其生產線後來由SU-100坦克歼击车所取代，該車裝備了火力更強的100公釐D-10S火砲。 
該車有兩種版本，SU-85的基本款有固定的指揮塔和可旋轉的觀測儀；而改良過的SU-85M則擁有與SU-100相同的車頂蓋和與T-34/85相同的車長指揮塔。

## 服役紀錄
SU-85於1943年8月首次投入戰鬥。它一直在東線服役於蘇聯、波蘭和捷克斯洛伐克的軍隊中直到戰爭結束。它在1945年就已顯得過時，戰爭結束後不久就退役，蘇聯將其出口到蘇聯在歐洲的衛星國與其他國家。 
SU-85後來一直服役於北韓和越南軍隊中，而類似的SU-100則服役了更長的時間，有些SU-85和SU-100還被改裝成了指揮和戰場救援車輛。

## 變型

### 蘇聯
- SU-85-I - 首輛SU-85原型車，因為車空間因素而不被採用，裝備了85公釐S-18-1火砲[1]。
- SU-85-IV - 第2輛的原型車，擁有與SU-122相同的車體，但有比SU-85-I更大的球形砲盾，裝備了85公釐S-18火砲[1]。
- SU-85-II - 第3輛SU-85原型車，裝備新式的85公釐D-5S-85火砲、新的TSh-15瞄準器和新設計的球形砲盾[1]。
  - SU-85 - 主要的生產型號，裝備了85公釐D-5S火砲。
    - SU-85M - 有與SU-100坦克歼击车相同的車頂蓋， 比原先來的大，可攜帶60發的砲彈，而不是原本的48發。它還有與T-34/85相同的車長指揮塔[1]。
    - SU-85BM - BM意为“加强型”（большой мощности），换装一门D-5S-85BM火炮，该炮口径仍为85毫米，但膛室容积增大到100毫米D-10戰車砲同等规格，将炮弹初速提高至920~950米/秒，由第9兵工厂设计，烏拉爾瑪許生产[6]。
    - SU-85T - SU-85裝甲救護車的型號。
- SU-85-III - 第4輛的SU-85原型車，装有122毫米D-5S-122炮与經過改良直視觀察缝和蓋艙的車長指揮塔。

### 波蘭
- WPT-34（1960年代使用）-波軍將其改裝為維修車，以大型液壓升降機和起重機取代了原本的車頂蓋等上部結構，背面還有大型鏟地器具。波軍還有用T-34和SU-100進行相同的改裝。

## 資料來源
1. 1 2 3 4 5 6 7  .   [2010-08-06]. （原始内容存档于2008-05-01）.
2. ↑  Pasholok, Y. (2014, October 08). SU-85 Adoption. Retrieved April 25, 2017, from http://tankarchives.blogspot.jp/2014/10/su-85-adoption.html （页面存档备份，存于）
3. ↑  (Zaloga 1984:181, Perrett 1987:84)
4. ↑  (Perrett 1987:84)
5. ↑  (Perrett 1987:85)
6. ↑  Потапов, %. (2005, September 22). 85-мм танковая пушка Д-5. Retrieved April 25, 2017, from http://www.battlefield.ru/d5/stranitsa-2.html （页面存档备份，存于）